# Arroyo Guaviyú (Río Uruguay)
Der Arroyo Guaviyú ist ein kleiner Flusslauf im Norden Uruguays.
Der etwa 35 Kilometer lange, im Departamento Artigas gelegene Bach entspringt in der als Cuchilla Guaviyú bezeichneten Hügelkette, etwa 18 Kilometer nordwestlich der Stadt Baltasar Brum.
Von dort fließt er beständig in westlicher Richtung. Nach etwa zehn Kilometern mündet der Arroyo Curupi als linker Nebenfluss  ein. Nahe der Estancia Passo Portillo überquert die Nationalstraße 3 den Fluss auf dem Weg zur etwa fünf Kilometer nördlich gelegenen Stadt Colonia Palma.
Dicht nördlich der Stadt Belén mündet der Fluss in den Río Uruguay, zu dessen Einzugsgebiet er gehört und der dort zum Embalse Salto Grande aufgestaut wird.
Auf den letzten fünf Kilometern bis zur Mündung durchquert der Fluss eine sumpfige Niederung mit großflächigen Wasserlachen und teils bewaldeten Sandbänken.